# 江東区立元加賀小学校
江東区立元加賀小学校（こうとうくりつ もとかがしょうがっこう）は、東京都江東区白河四丁目に所在する区立小学校。

## 概要
1907年に開校。開校地の地名にちなみ「元加賀」という校名がつけられた。 全校児童数は758名（25学級・2023年5月1日(令和5年度)時点）。学校の周辺には木場公園や東京都現代美術館が所在している。

## 沿革

### 略歴
- 1907年（明治40年）
  - 9月11日 - 東京市元加賀尋常小学校として東京市元加賀町15番地(今の三好3丁目5番地)に竣工。
  - 11月9日 - 開校式を挙行し、この日（11月9日）を開校記念日と定めた。
- 1923年（大正12年）9月1日 - 関東大震災によりり災。火災により校舎全焼（初代）。
- 1927年（昭和2年） - 新校舎完成により深川東大工町48番地へ新築移転（2代目）。
- 1941年（昭和16年）4月1日 - 元加賀国民学校に改称。
- 1947年（昭和22年）4月1日 - 江東区立元加賀小学校に改称。
- 1974年（昭和49年）6月1日 - 現在の校舎竣工（3代目）。

### 年表
- 1907年（明治40年）
  - 3月21日 -「小学校令中改正ノ件」（明治40年勅令第52号）により、尋常小学校での義務教育期間の修業年限が6年間に改められた（尋常小学校の4年制に高等小学校の旧1・2年を尋常小学校の新5・6年に改められた）、現在の小学校6年制の始まり[3]。
  - 9月11日 - 東京市深川区元加賀町15番地において東京市元加賀尋常小学校として木造2階建の校舎が竣工(初代校舎)[2]。
    - 校地1200坪、校舎建坪600坪、普通教室18教室、他に唱歌室、教材室、応接室、宿直室、小使室、運動器具置場、室内体操場、理科室（2）などを備える[4]。

  - 11月9日 - 開校式を挙行（開校記念日)[4]。
- 1908年（明治41年） - 1周年記念として校歌制定、校旗（初代）作成[2]。
- 1910年（明治43年）3月 - 東京市元加賀尋常小学校児童保護者会創設、初代会長に高橋俊太氏就任[4]。
- 1923年（大正12年）9月1日 - 関東大震災の火災により校舎全焼（初代木造校舎)[2]。
- 1927年（昭和2年）
  - 日付不明 - 新校舎完成により現在の地、当時の深川東大工町48番地へ新築移転[2]。
    - 校舎は関東大震災の教訓から火災（防災）対策として鉄筋コンクリート造となる（二代目鉄筋コンクリート造校舎）。煙突が特徴でシンボルマークの校舎であった。煙突は暖房用に用いるボイラーのもの[2]。

  - 8月31日 - 関東大震災による帝都復興計画により、震災復興52小公園として隣接する元加賀公園が開園[4][5] 2975平米[6]。
- 1932年（昭和7年）
  - 日付不明 - 関東大震災による帝都復興計画に伴う土地区画整理事業により、深川東大工町は、霊岸町（れいがんちょう）・元加賀町（もとかがちょう）・扇橋町の各一部を合わせ、白河町（しらかわちょう）となる[7][8]。
  - 3月 - イ組－男子・ロ組－男子・ハ組－女子・ニ組－女子、児童数のクラス平均は56名で、学年計220名強が卒業[9]。
- 1941年（昭和16年）4月1日 - 元加賀国民学校と改称。
- 1947年（昭和22年）4月1日 - 江東区立元加賀小学校と改称。
- 1948年（昭和23年）
  - 5月10日 - 校舎内に江東区立扇橋小学校が石島小学校・川南小学校2校を併合し開校（廃校から2年ぶりに再建される・児童669名、14学級）[10]。
  - 9月1日 - 江東区立扇橋小学校が校舎復旧により、校舎内から転出、移転[10]。
- 1949年（昭和24年） - 江東区で初となる心身障害児教育学級「仲よし学級」を校舎内に併設し開設[11]。
- 1969年（昭和44年） - 併設幼稚園として校舎内に元加賀幼稚園が開園し、校長が園長を兼務[2]。
- 1971年（昭和47年） - 校舎建替工事開始。
  - 校舎の建替えは東側、西側の順に建築が行われた。東側建築工事中に現在の体育館裏にある集合住宅住民（現在のUR イーストコモンズ清澄白河セントラルタワー）より、屋内プールの屋根が高く日陰となるとして日照権侵害による反対運動があり計画変更となった。現在の職員室付近に4階建校舎の最上階に室内温水プールを建設する計画であったが、設置場所を西側北部に変更して校舎を4階建てから3階建てとし、その屋上に屋根を無くした屋外プールとし温水ではない仕様に設計変更され竣工した。この為校舎北側は総4階建てとなる予定が最上階が連続しない歪な形となった。なお、1976年（昭和51年）隣接する扇橋小学校では屋内温水プールが竣工している。
- 1974年（昭和49年）6月1日 - 現在の校舎竣工（三代目鉄筋コンクリート造校舎）[4]。
- 1985年（昭和60年） - 元加賀幼稚園が現在の「プラザ元加賀」内に新築移転し、校舎内より転出となり併設幼稚園でなくなる[2]。
- 2005年（平成17年）3月31日 - 校長による元加賀幼稚園園長兼務を終了[2]。
- 2011年（平成23年） - 江東きっずクラブ元加賀を併設。「A登録の定数：無、B登録の定数：84名」として開設[12]。
- 2017年（平成29年）4月1日 - 児童数：379、学級数：12[13]。

## 学区
学区は以下の通りとなる(2019/4/4)。
| 丁目       | 番地          | 小学校               | 中学校                 |
| ---------- | ------------- | -------------------- | ---------------------- |
| 白河三丁目 | 全域          | 江東区立元加賀小学校 | 江東区立深川第六中学校 |
| 白河四丁目 | 9番13～17号   | 江東区立元加賀小学校 | 江東区立深川第一中学校 |
| 白河四丁目 | その他        | 江東区立元加賀小学校 | 江東区立深川第六中学校 |
| 三好三丁目 | 全域          | 江東区立元加賀小学校 | 江東区立深川第六中学校 |
| 三好四丁目 | 全域          | 江東区立元加賀小学校 | 江東区立深川第六中学校 |
| 平野三丁目 | 2番12号を除く | 江東区立元加賀小学校 | 江東区立深川第六中学校 |
| 平野四丁目 | 4番2号を除く  | 江東区立元加賀小学校 | 江東区立深川第六中学校 |

## 校歌
校歌は二番から構成される。

### 制定
公式サイトでは1周年記念で校旗（1代目）と供に制定、25周年記念で校旗（2代目）と供に制定と２回、制定されたと記されている。現時点ではどちらが正しいか確認出来る情報が無い
- 作詞：吉岡郷甫（）
  - 略歴：文部省図書審査官視学官、兼、東京音楽学校教授、東京女子高等師範学校校長[17]
- 作曲：田村虎蔵（）
  - 略歴：東京音楽学校、東京高等師範学校助教授
  - 主要作品：大こくさま、きんたろう (金太郎)、はなさかじじい、うらしまたろう、大江山、したきりすずめ、大寒小寒、うさぎ、せみ、一寸法師、虫の楽隊、小さき星、青葉の笛、妙義山、とんぼつり、海辺、おひなさま、菊の花、山陰鉄道唱歌、お月さま、虹、螢うぐいす、日本海海戦[18]

### 歌詞
一．

都のたつみ 大河近く

小名木 亥の堀 交わるほとり

立てる学びの庭に集いて

友よ学ばん いざ学ばん

二．

水郷 静けき 昔にかえて

大路小路は にぎわい盛る

人の力の跡をたたえて

友よ努めん いざ努めん

### 用語解説
- 都（）のたつみ：本学の位置が皇居から辰巳の方角に位置している。
- 大河（）ちかく：隅田川のこの流域では大川（おおかわ）と称することもある
- 小名木（） ：小名木川のことで、本学の北側に位置し、東西に流れる運河で、昭和の中頃迄水運が賑わった
- 亥の堀（）：現在の大横川のことで、かつてこの流域では亥の堀川と呼んでいた。1965年の河川法改正により大横川に統一された。本学の東側に位置し、南北に流れる運河である
- 交わるほとり：小名木川、亥の堀川、の交差する地点の近くに本学が位置する
- 水郷（）：この付近では水運の発達により小名木川、亥の堀川、以外にも運河が碁盤の目の如く張り巡らされており、運河に沿って堀や、貯木場などが多数あった

## 交通
- 都営地下鉄新宿線菊川駅徒歩8分
- 東京メトロ半蔵門線・都営地下鉄大江戸線清澄白河駅徒歩8分